# Saint-Denis-de-Vaux
Saint-Denis-de-Vaux est une commune française située dans le département de Saône-et-Loire, en région Bourgogne-Franche-Comté.

## Géographie
La commune est située en Bourgogne, dans le département de Saône-et-Loire, à environ 13 kilomètres de Chalon-sur-Saône. C'est un village viticole de la côte chalonnaise, faisant partie de la vallée des Vaux.

### Accès et transports
Le village est situé à proximité des grands axes de circulation, à 16 kilomètres de l'autoroute A6 (Chalon-sur-Saône), à 10 kilomètres des voies ferrées ligne de Paris-Lyon à Marseille-Saint-Charles et 18 kilomètres de LGV Sud-Est (TGV) (Le Creusot) et à 6 kilomètres de la route nationale 80 Chalon-Moulins. Le village est aussi desservi par la ligne D du réseau Zoom des transports en commun du Grand Chalon.

### Géologie et relief
Le territoire de la commune, essentiellement viticole, s'étend dans un paysage vallonné. Le vignoble a été implanté sur des sols où se sont déposés les sédiments marno-argilo-calcaires des mers jurassiques (230 à 135 millions d'années). L'altitude du village varie entre 230 et 431 mètres.

### Hydrographie
Il y a une rivière, l'Orbise qui borde le village sur 75 mètres de sa rive droite.

### Climat
Pour des articles plus généraux, voir Climat de la Bourgogne-Franche-Comté et Climat de Saône-et-Loire.
En 2010, le climat de la commune est de type climat océanique dégradé des plaines du Centre et du Nord, selon une étude du Centre national de la recherche scientifique s'appuyant sur une série de données couvrant la période 1971-2000. En 2020, Météo-France publie une typologie des climats de la France métropolitaine dans laquelle la commune est exposée à un climat océanique altéré et est dans la région climatique Bourgogne, vallée de la Saône, caractérisée par un bon ensoleillement (1 900 h/an), un été chaud (18,5 °C), un air sec au printemps et en été et des vents faibles.
Pour la période 1971-2000, la température annuelle moyenne est de 11,1 °C, avec une amplitude thermique annuelle de 17,4 °C. Le cumul annuel moyen de précipitations est de 838 mm, avec 11,7 jours de précipitations en janvier et 7,2 jours en juillet. Pour la période 1991-2020, la température moyenne annuelle observée sur la station météorologique de Météo-France la plus proche, « Chalon-Champforgueil », sur la commune de Champforgeuil à 11 km à vol d'oiseau, est de 11,4 °C et le cumul annuel moyen de précipitations est de 736,5 mm. 
La température maximale relevée sur cette station est de 39,7 °C, atteinte le 12 août 2003 ; la température minimale est de −17,6 °C, atteinte le 20 décembre 2009,,.
Les paramètres climatiques de la commune ont été estimés pour le milieu du siècle (2041-2070) selon différents scénarios d'émission de gaz à effet de serre à partir des nouvelles projections climatiques de référence DRIAS-2020. Ils sont consultables sur un site dédié publié par Météo-France en novembre 2022.

## Urbanisme

### Typologie
Au 1er janvier 2024, Saint-Denis-de-Vaux est catégorisée commune rurale à habitat dispersé, selon la nouvelle grille communale de densité à sept niveaux définie par l'Insee en 2022.
Elle est située hors unité urbaine. Par ailleurs la commune fait partie de l'aire d'attraction de Chalon-sur-Saône, dont elle est une commune de la couronne,. Cette aire, qui regroupe 109 communes, est catégorisée dans les aires de 50 000 à moins de 200 000 habitants,.

### Occupation des sols
L'occupation des sols de la commune, telle qu'elle ressort de la base de données européenne d’occupation biophysique des sols Corine Land Cover (CLC), est marquée par l'importance des forêts et milieux semi-naturels (47 % en 2018), une proportion identique à celle de 1990 (47 %). La répartition détaillée en 2018 est la suivante : zones agricoles hétérogènes (34,6 %), forêts (27,9 %), milieux à végétation arbustive et/ou herbacée (19,1 %), cultures permanentes (8,9 %), zones urbanisées (7,6 %), prairies (2 %). L'évolution de l’occupation des sols de la commune et de ses infrastructures peut être observée sur les différentes représentations cartographiques du territoire : la carte de Cassini (XVIIIe siècle), la carte d'état-major (1820-1866) et les cartes ou photos aériennes de l'IGN pour la période actuelle (1950 à aujourd'hui).

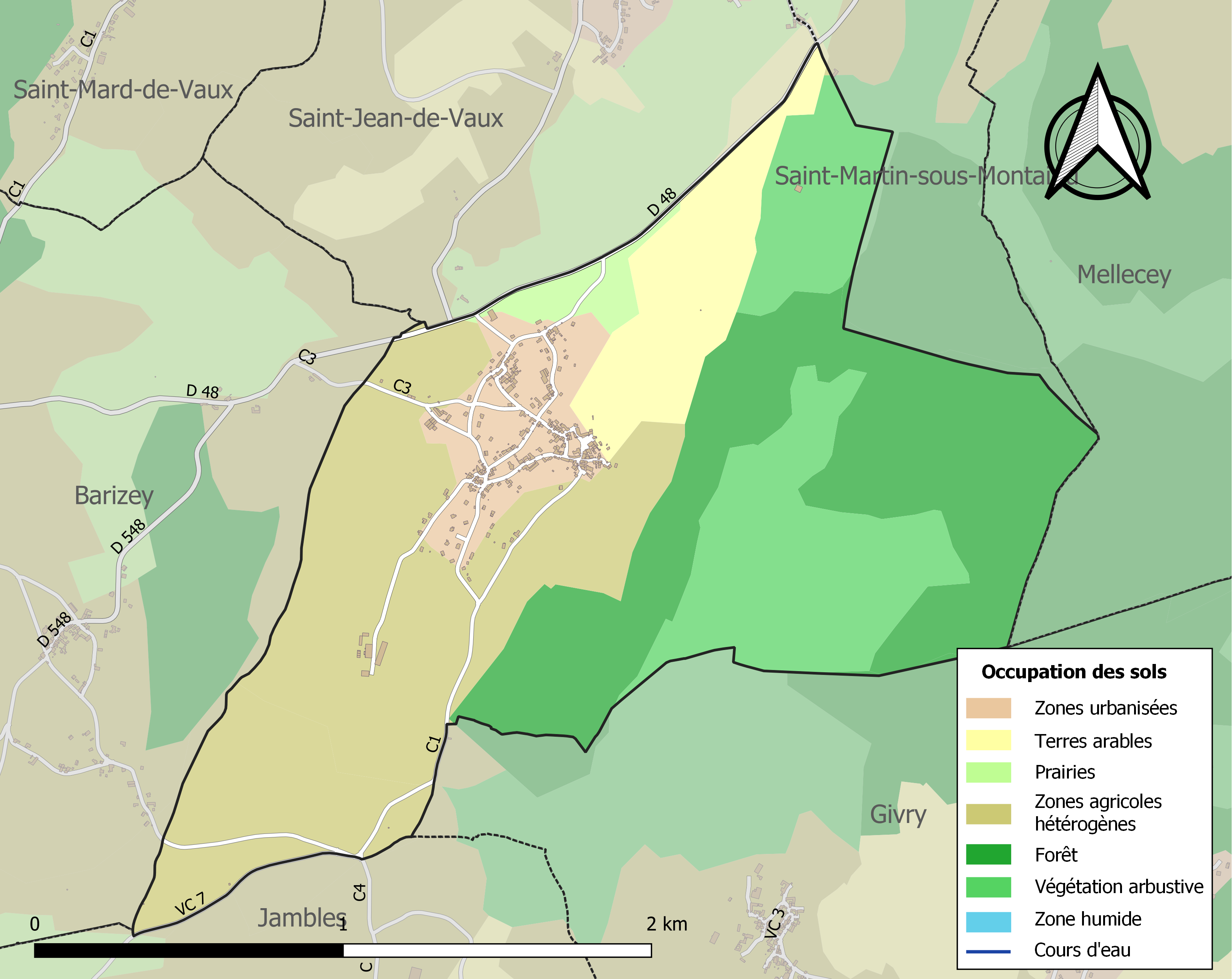
Carte des infrastructures et de l'occupation des sols de la commune en 2018 (CLC).

## Histoire

### Antiquité
Il a été retrouvé lors des fouilles au début du XXe siècle dans la grotte des Teux Blancs un biface de type acheuléen prouvant que l'homme a séjourné dans cette caverne, du moins temporairement. Il a été également découvert des sépultures d'un cimetière mérovingien dans ce village.

### Moyen Âge et Renaissance
Au XIIIe siècle, l'évêque Girard de La Roche de Beauvoir acquiert presque tous les fonds de la seigneurie de Saint-Denis de Vaux. Sanctus Dyonisius in Vallibus est mentionné au XIIe siècle dans le cartulaire de l'évêché d'Autun ; le village est alors le siège d'un prieuré bénédictins qui a droit de justice.

### Époque moderne
Pendant les dernières années du XVe siècle, aux XVIe et XVIIe siècles, les catastrophes comme la famine, la peste, les gelées tardives, la sécheresse, les inondations et les passages de gens d'armes se sont abattues sur le village.

### Époque contemporaine

#### XIXesiècle
En 1812, le vignoble représentait 206 hectares, plantés en gamay blanc et noir, mais en 1879, le phylloxera a presque entièrement détruit le vignoble implanté sur la commune. À la fin du XIXe siècle, le village comptait deux exploitants de carrière, deux maçons, un forgeron, un sabotier, deux cordonniers, deux épiciers-merciers, un loueur d'alambics, un bouilleur d'eaux-de-vie, trois aubergistes, deux voituriers et une société musicale.

#### XXesiècle
Dans les années 1920-1930, il est recensé deux aubergistes, un bouilleur d'eaux-de-vie, un receveur-buraliste-tabac, un tonnelier, un maçon, un voiturier-messager et un garde champêtre. Le 3 mai 1944, lors de la Deuxième Guerre mondiale, les Allemands perquisitionnent une ferme du village où ont séjourné des maquisards, puis incendient cette ferme et arrêtent deux personnes qui seront déportées par la suite.

#### XXIesiècle
Depuis 2002, par l'intermédiaire du regroupement pédagogique intercommunal, la commune voit ses enfants scolarisés dans une des quatre communes, le village lui-même, Saint-Mard-de-Vaux, Saint-Jean-de-Vaux et Barizey. En janvier 2004, la commune a rejoint la communauté d'agglomération de Chalon Val de Bourgogne.

## Politique et administration

### Tendances politiques
Saint-Denis-de-Vaux est une commune qui vote majoritairement à droite. Depuis 1997, la droite est arrivée en tête dans 14 élections, la gauche dans 9 élections, le centre dans une et l'extrême-droite dans une aussi,,,,,,,,,,,,,,,,,,.

### Administration municipale
Saint-Denis-de-Vaux dépend de la sous-préfecture de Saône-et-Loire à Chalon-sur-Saône. Le conseil municipal est composé de 11 membres conformément à l’article L2121-2 du Code général des collectivités territoriales. À l'issue des élections municipales de 2014, Fabienne Saint-Arroman a été réélue maire de la commune.

### Listes des maires
| Période                                  | Période  | Identité               | Étiquette | Qualité      |
| ---------------------------------------- | -------- | ---------------------- | --------- | ------------ |
| avant 1981                               | ?        | Jacqueline Desprey     |           |              |
| juin 1995                                | en cours | Fabienne Saint-Arroman | UMP-LR    | Viticultrice |
| Les données manquantes sont à compléter. |          |                        |           |              |

### Canton et intercommunalité
Cette commune fait partie du canton de Givry, comptant 12 057 habitants en 2007. En intercommunalité, ce village fait partie du Grand Chalon. Pierre Voarick est conseiller général de ce canton depuis 1998.

### Instance judiciaire et administrative
Dans le domaine judiciaire, la commune dépend aussi[Quoi ?] de la commune de Chalon-sur-Saône qui possède un tribunal d'instance et un tribunal de grande instance, d'un tribunal de commerce et d'un conseil des prud'hommes. Pour le deuxième degré de juridiction, elle dépend de la cour d'appel et de la cour administrative d'appel de Dijon.

### Pyramides des âges

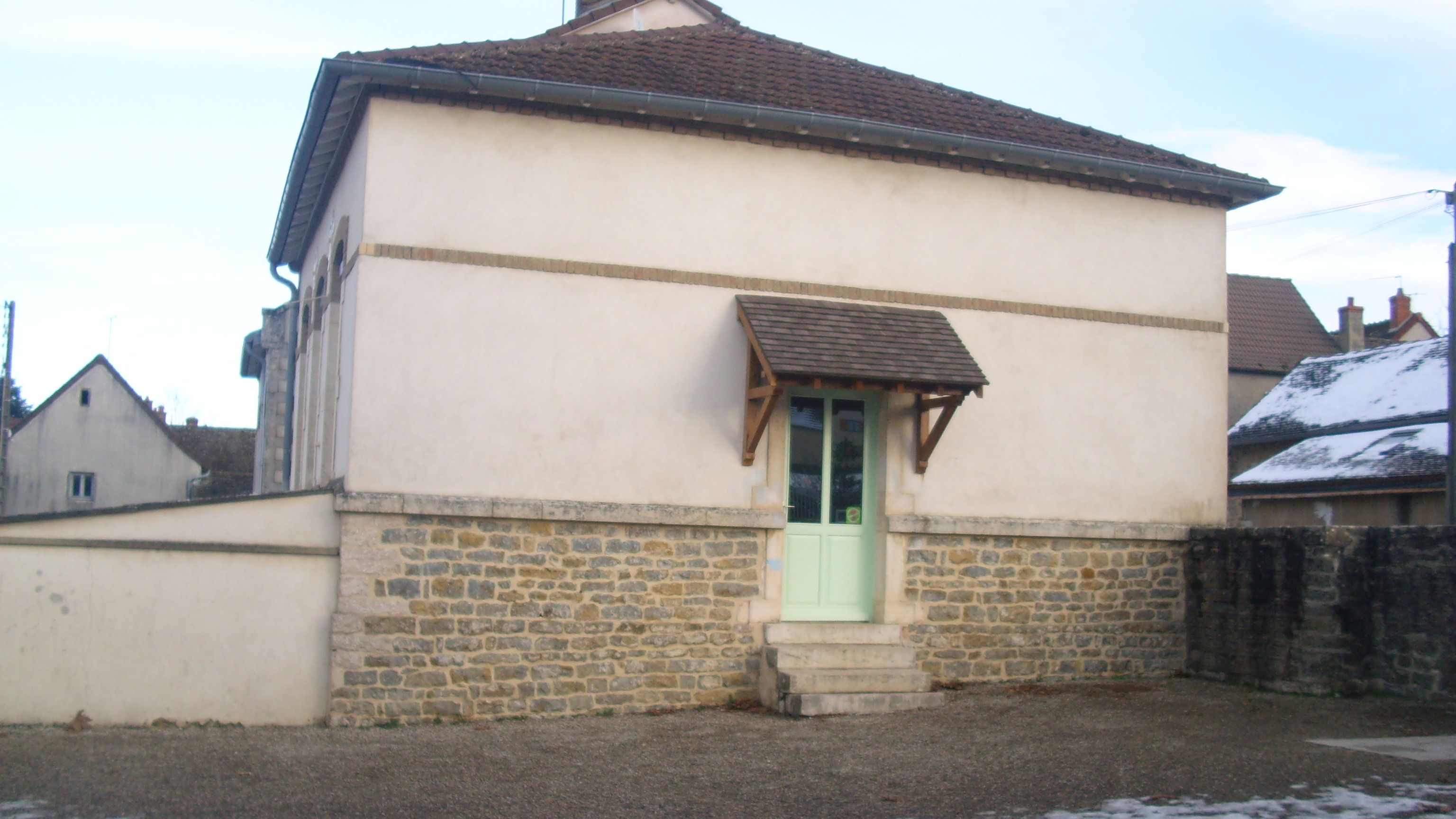
École.

## Population et société

### Démographie

#### Évolution démographique
L'évolution du nombre d'habitants est connue à travers les recensements de la population effectués dans la commune depuis 1793. Pour les communes de moins de 10 000 habitants, une enquête de recensement portant sur toute la population est réalisée tous les cinq ans, les populations de référence des années intermédiaires étant quant à elles estimées par interpolation ou extrapolation. Pour la commune, le premier recensement exhaustif entrant dans le cadre du nouveau dispositif a été réalisé en 2006.

En 2022, la commune comptait 275 habitants, en évolution de +4,17 % par rapport à 2016 (Saône-et-Loire : −1,06 %, France hors Mayotte : +2,11 %).
| 1793 | 1800 | 1806 | 1821 | 1831 | 1836 | 1841 | 1846 | 1851 |
| ---- | ---- | ---- | ---- | ---- | ---- | ---- | ---- | ---- |
| 324  | 406  | 396  | 350  | 259  | 360  | 343  | 337  | 346  |

| 1856 | 1861 | 1866 | 1872 | 1876 | 1881 | 1886 | 1891 | 1896 |
| ---- | ---- | ---- | ---- | ---- | ---- | ---- | ---- | ---- |
| 344  | 369  | 362  | 359  | 359  | 402  | 423  | 400  | 375  |

| 1901 | 1906 | 1911 | 1921 | 1926 | 1931 | 1936 | 1946 | 1954 |
| ---- | ---- | ---- | ---- | ---- | ---- | ---- | ---- | ---- |
| 364  | 343  | 290  | 236  | 215  | 203  | 222  | 184  | 215  |

| 1962 | 1968 | 1975 | 1982 | 1990 | 1999 | 2006 | 2011 | 2016 |
| ---- | ---- | ---- | ---- | ---- | ---- | ---- | ---- | ---- |
| 178  | 175  | 190  | 194  | 204  | 245  | 261  | 285  | 264  |

| 2021 | 2022 | - | - | - | - | - | - | - |
| ---- | ---- | - | - | - | - | - | - | - |
| 270  | 275  | - | - | - | - | - | - | - |

### Enseignement
La commune de Saint-Denis-de-Vaux est située dans l'académie de Dijon. Il existe une école primaire en regroupement pédagogique intercommunal avec les communes de Saint-Mard-de-Vaux, Saint-Jean-de-Vaux et Barizey. Le collège le plus proche est situé à Givry et les lycées les plus proches à Chalon-sur-Saône.

### Sports, loisirs
La randonnée, la chasse.

### Santé
Il n'y a pas de docteur, pas de pharmacie, pas de kinésithérapeute, pas de dentiste dans ce village. Les plus proches se trouvent à Givry, Mercurey ou Mellecey. Le centre hospitalier se trouve à Chalon-sur-Saône.

### Cultes
Culte catholique en alternance avec d'autres paroisses.

### Écologie et recyclage
Le Grand Chalon gère la collecte de la commune. Il y a une collecte hebdomadaire des ordures ménagères.

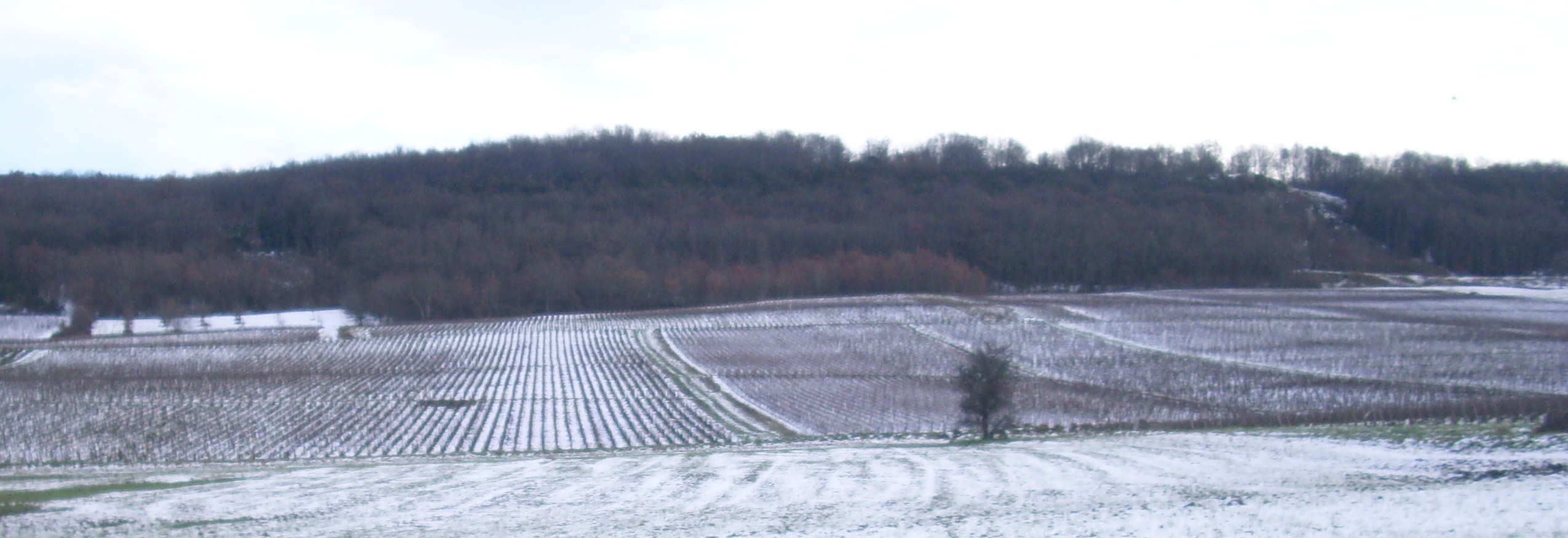
Vignes.

Les vignobles de la côte chalonnaise.

## Économie
La viticulture avec la présence de cinq domaines viticoles (domaine Laugerotte-Gunia, GAEC Duchesne, Domaine de l'Évêché, domaine Landré et domaine Le Meix de la Croix). Il y a de nombreux gîtes dans le village, une maison d'hôtes et de table d'hôtes, et aussi une entreprise de travaux publics. 

### Vignoble
Ce village viticole produit les appellations Bourgogne Côte Chalonnaise (vin rouge et vin blanc), Bourgogne (vin rouge, vin blanc, vin rosé), Bourgogne Passetougrain (vin rouge), Bourgogne Aligoté, crémant de Bourgogne (vin effervescent) ainsi que l'AOC Coteaux Bourguignons.

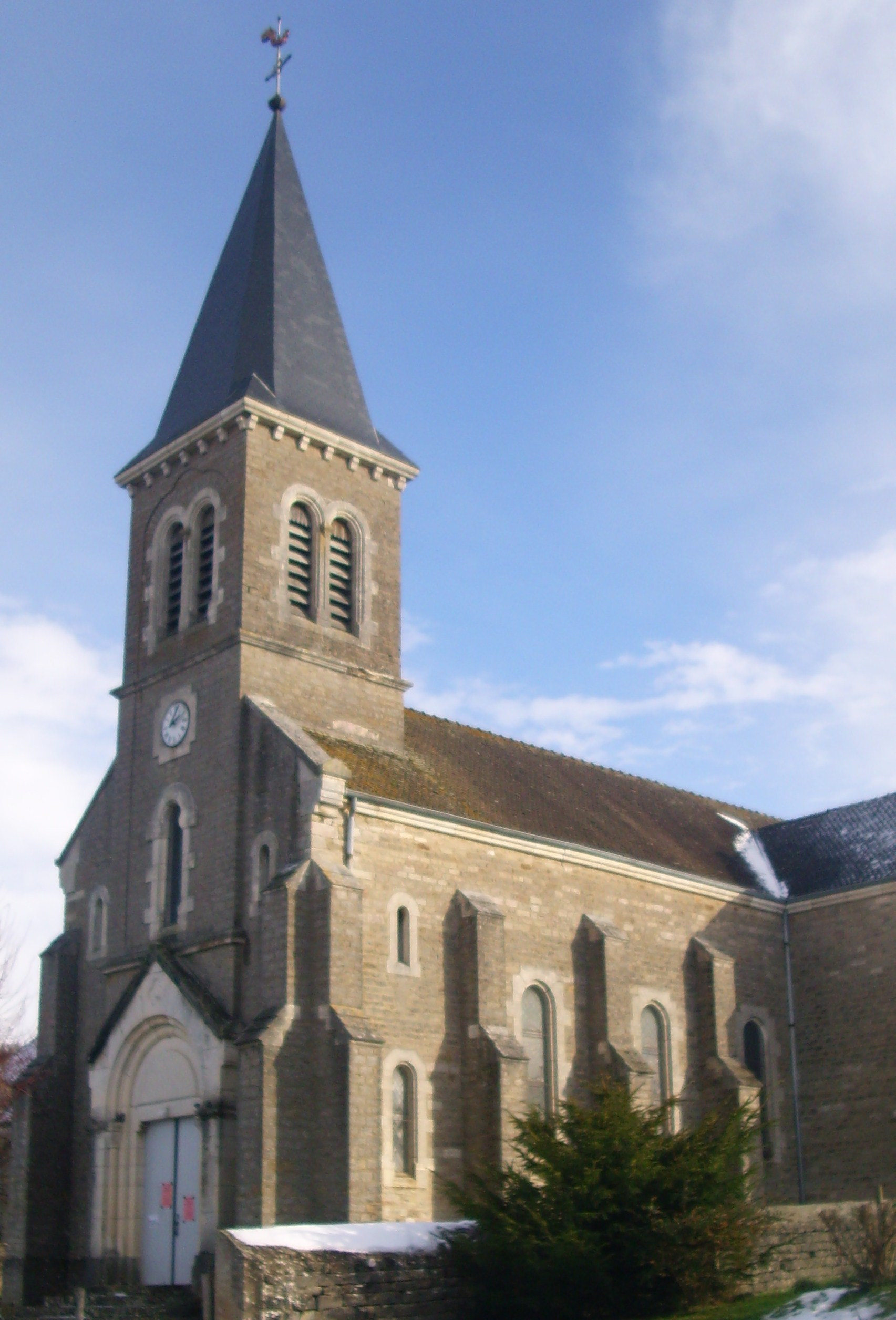
Église.

## Culture locale et patrimoine

### Lieux et monuments
- Église Saint-Denis du XIXe siècle[RP 1].
- Une Vierge de Pitié du XVIe siècle[RP 1].
- Une reproduction de la grotte de Lourdes, qui fut inaugurée au milieu des années trente[19].
- Maisons anciennes[RP 1].
- Ruines d'un monastère[RP 1].
- Une croix de carrefour sculptée, située chemin de Jambles, de 1662[RP 1] classée MH.
- Cimetière, monuments aux morts.
- Mairie, salle des fêtes, école.

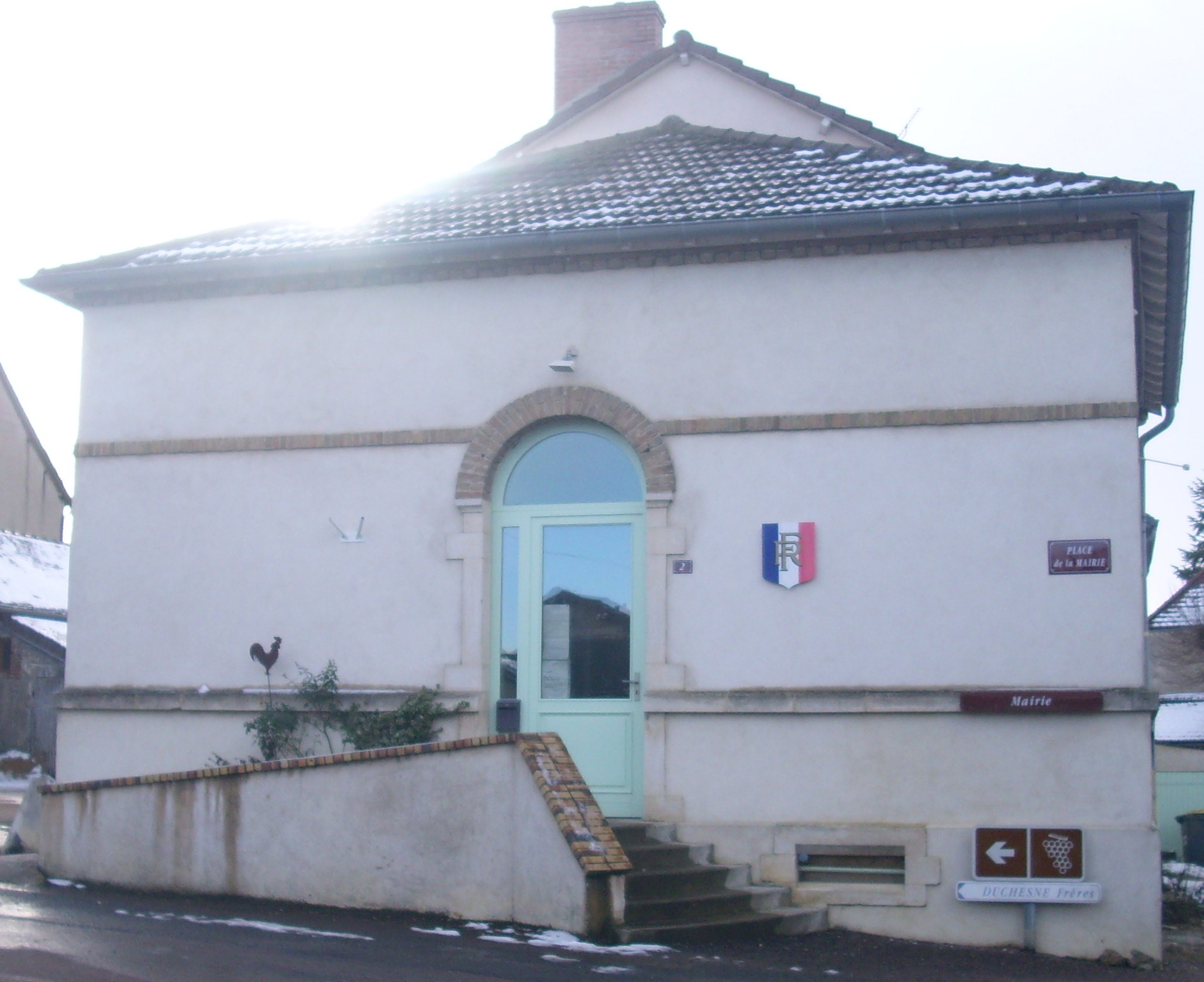
Mairie.
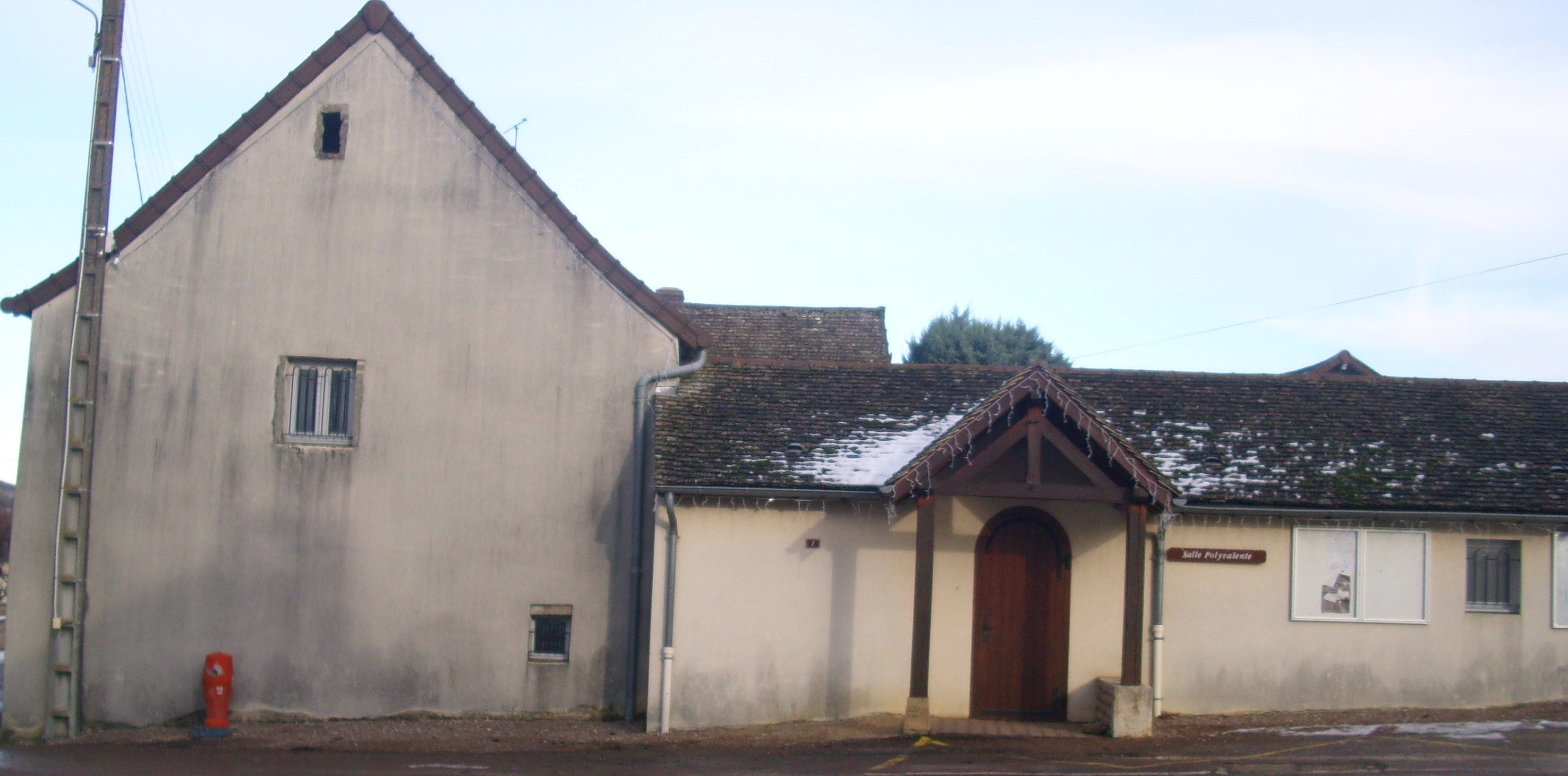
Salle des fêtes.
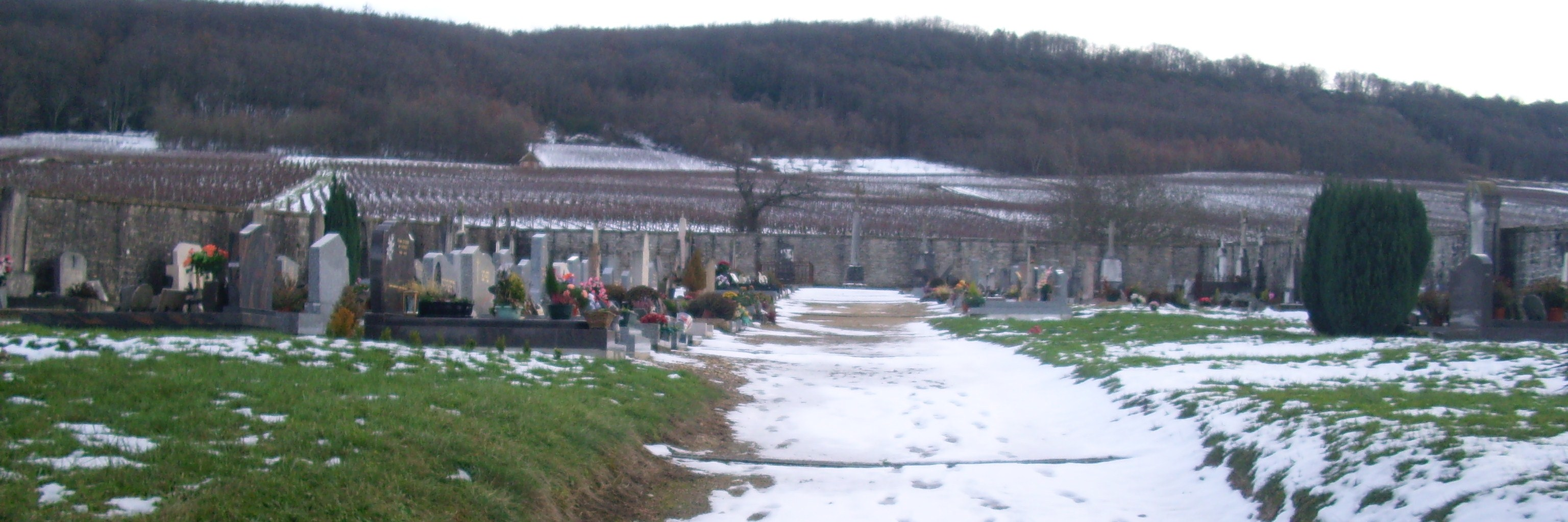
Cimetière.
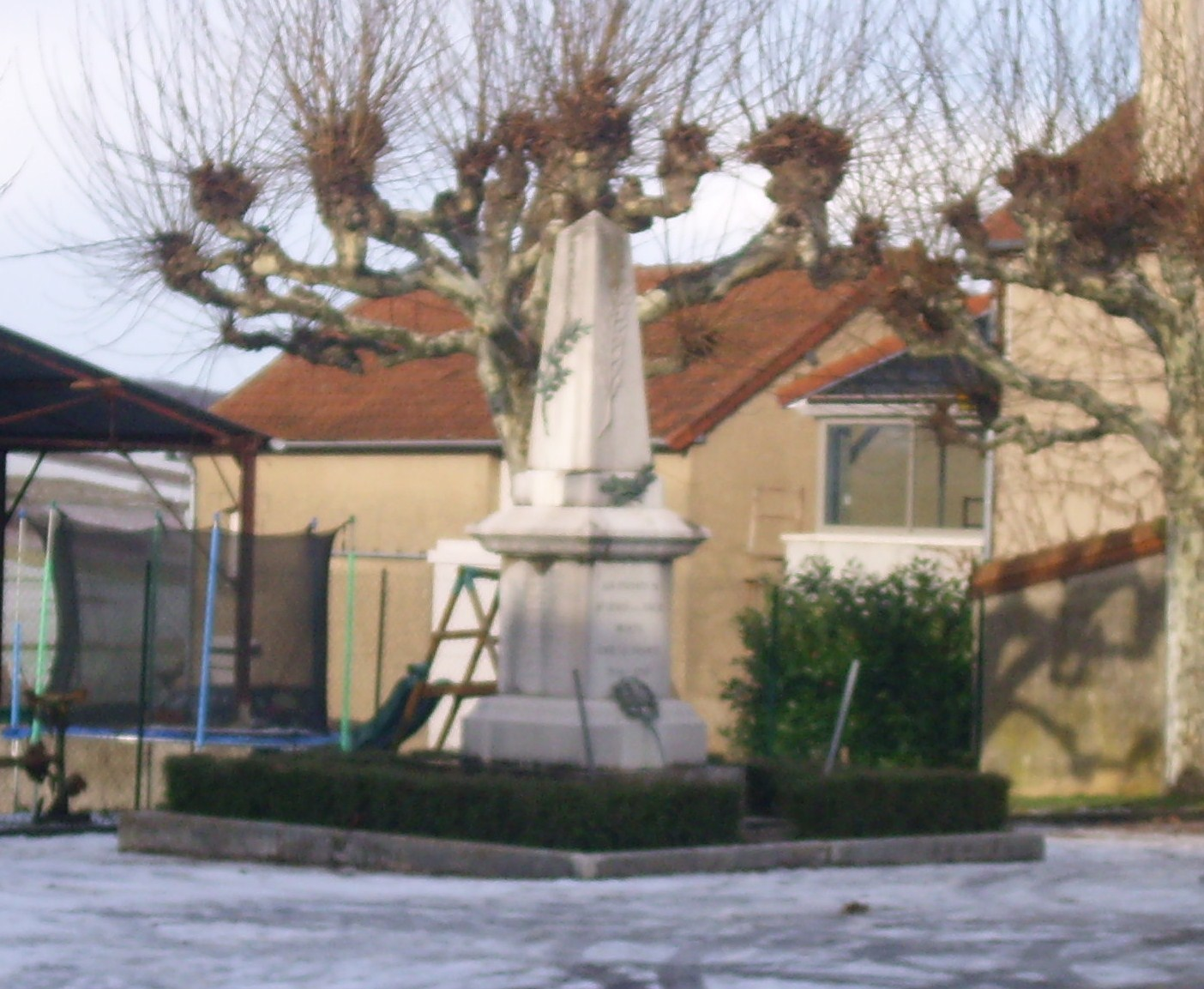
Monuments aux morts.

### Héraldique
| Blason de Saint-Denis-de-Vaux | Blason  | Parti : au 1er d'azur semé de fleurs de lys d'or chargé en chef d'un lambel à l'antique de trois pendants de gueules, au 2e bandé d'or et d'azur et à la bordure de gueules. |
| Blason de Saint-Denis-de-Vaux | Détails | Le statut officiel du blason reste à déterminer. |

## Pour approfondir